# Coupe Davis 1951
Pour un article plus général, voir Coupe Davis.
Navigation
Édition précédente Édition suivante
La Coupe Davis 1951 est la 40e édition de ce tournoi de tennis professionnel masculin par nations. Les rencontres se déroulent du 3 mai au 28 décembre dans différents lieux.
L'Australie (tenante du titre) remporte son 9e saladier d'argent grâce à sa victoire lors du "Challenge Round" face aux États-Unis (finalistes sortants) par trois victoires à deux.

## Contexte
Le tournoi se déroule au préalable dans les tours préliminaires de la "Zone Europe". Un total de 27 nations participent à la compétition :
- 5 dans la "Zone Amérique",
- 21 dans la "Zone Europe" (incluant l'Afrique),
- plus l'Australie ayant remporté l'édition précédente, ainsi qualifiée pour le "Challenge round".

## Déroulement du tournoi
Aux côtés du no 1 mondial Frank Sedgman et de Ken McGregor, le capitaine Harry Hopman lance pour la première fois le jeune Mervyn Rose, sans grande référence sur le plan international,. Il perdra ses deux matchs sans marquer un set. Les américains comptent une nouvelle fois sur Ted Schroeder, aidé par Vic Seixas qui vient d'atteindre la finale du championnat des États-Unis. Vainqueur de ses deux simple et en double, Sedgman fait respecter son statut et offre le titre à son équipe.
En finale interzone, les États-Unis battent la Suède de Lennart Bergelin et Sven Davidson.

## Résultats

### Tableau du top 16 mondial
|  | Huitièmes de finale Plusieurs dates                                             | Huitièmes de finale Plusieurs dates                                             |                      |                                                | Quarts de finale Plusieurs dates                                  | Quarts de finale Plusieurs dates                                  |  |  | Demi-finales Plusieurs dates                                   | Demi-finales Plusieurs dates                                   |  |  | Finale du tout venant 13 - 15 décembre       | Finale du tout venant 13 - 15 décembre       |
|  | Huitièmes de finale Plusieurs dates                                             | Huitièmes de finale Plusieurs dates                                             |                      |                                                | Quarts de finale Plusieurs dates                                  | Quarts de finale Plusieurs dates                                  |  |  | Demi-finales Plusieurs dates                                   | Demi-finales Plusieurs dates                                   |  |  | Finale du tout venant 13 - 15 décembre       | Finale du tout venant 13 - 15 décembre       |
|  |                                                                                 |                                                                                 |                      |                                                |                                                                   |                                                                   |  |  |                                                                |                                                                |  |  |                                              |                                              |
|  | Quart de finale Europe (14 - 16 juin) Scarborough, Grande-Bretagne (gazon ext.) | Quart de finale Europe (14 - 16 juin) Scarborough, Grande-Bretagne (gazon ext.) |                      |                                                | Demi-finale Europe (3 - 5 août) Båstad, Suède (terre battue ext.) | Demi-finale Europe (3 - 5 août) Båstad, Suède (terre battue ext.) |  |  | Finale Europe (10 - 12 août) Båstad, Suède (terre battue ext.) | Finale Europe (10 - 12 août) Båstad, Suède (terre battue ext.) |  |  | Inter-zone Melbourne, Australie (gazon ext.) | Inter-zone Melbourne, Australie (gazon ext.) |
|  | Quart de finale Europe (14 - 16 juin) Scarborough, Grande-Bretagne (gazon ext.) | Quart de finale Europe (14 - 16 juin) Scarborough, Grande-Bretagne (gazon ext.) |                      |                                                | Demi-finale Europe (3 - 5 août) Båstad, Suède (terre battue ext.) | Demi-finale Europe (3 - 5 août) Båstad, Suède (terre battue ext.) |  |  | Finale Europe (10 - 12 août) Båstad, Suède (terre battue ext.) | Finale Europe (10 - 12 août) Båstad, Suède (terre battue ext.) |  |  | Inter-zone Melbourne, Australie (gazon ext.) | Inter-zone Melbourne, Australie (gazon ext.) |
|  | Suède                                                                           | 5                                                                               |                      |                                                | Demi-finale Europe (3 - 5 août) Båstad, Suède (terre battue ext.) | Demi-finale Europe (3 - 5 août) Båstad, Suède (terre battue ext.) |  |  | Finale Europe (10 - 12 août) Båstad, Suède (terre battue ext.) | Finale Europe (10 - 12 août) Båstad, Suède (terre battue ext.) |  |  | Inter-zone Melbourne, Australie (gazon ext.) | Inter-zone Melbourne, Australie (gazon ext.) |
|  | Suède                                                                           | 5                                                                               |                      |                                                | Demi-finale Europe (3 - 5 août) Båstad, Suède (terre battue ext.) | Demi-finale Europe (3 - 5 août) Båstad, Suède (terre battue ext.) |  |  | Finale Europe (10 - 12 août) Båstad, Suède (terre battue ext.) | Finale Europe (10 - 12 août) Båstad, Suède (terre battue ext.) |  |  | Inter-zone Melbourne, Australie (gazon ext.) | Inter-zone Melbourne, Australie (gazon ext.) |
|  | Grande-Bretagne                                                                 | 0                                                                               |                      |                                                | Demi-finale Europe (3 - 5 août) Båstad, Suède (terre battue ext.) | Demi-finale Europe (3 - 5 août) Båstad, Suède (terre battue ext.) |  |  | Finale Europe (10 - 12 août) Båstad, Suède (terre battue ext.) | Finale Europe (10 - 12 août) Båstad, Suède (terre battue ext.) |  |  | Inter-zone Melbourne, Australie (gazon ext.) | Inter-zone Melbourne, Australie (gazon ext.) |
|  | Grande-Bretagne                                                                 | 0                                                                               | Suède                | 5                                              |                                                                   |                                                                   |  |  | Finale Europe (10 - 12 août) Båstad, Suède (terre battue ext.) | Finale Europe (10 - 12 août) Båstad, Suède (terre battue ext.) |  |  | Inter-zone Melbourne, Australie (gazon ext.) | Inter-zone Melbourne, Australie (gazon ext.) |
|  | Quart de finale Europe (15 - 17 juin) Noordwijk, Pays-Bas (terre battue ext.)   |                                                                                 | Suède                | 5                                              |                                                                   |                                                                   |  |  | Finale Europe (10 - 12 août) Båstad, Suède (terre battue ext.) | Finale Europe (10 - 12 août) Båstad, Suède (terre battue ext.) |  |  | Inter-zone Melbourne, Australie (gazon ext.) | Inter-zone Melbourne, Australie (gazon ext.) |
|  |                                                                                 | Philippines                                                                     | 0                    |                                                |                                                                   |                                                                   |  |  | Finale Europe (10 - 12 août) Båstad, Suède (terre battue ext.) | Finale Europe (10 - 12 août) Båstad, Suède (terre battue ext.) |  |  | Inter-zone Melbourne, Australie (gazon ext.) | Inter-zone Melbourne, Australie (gazon ext.) |
|  | Philippines                                                                     | Philippines                                                                     | 0                    | 4                                              |                                                                   |                                                                   |  |  | Finale Europe (10 - 12 août) Båstad, Suède (terre battue ext.) | Finale Europe (10 - 12 août) Båstad, Suède (terre battue ext.) |  |  | Inter-zone Melbourne, Australie (gazon ext.) | Inter-zone Melbourne, Australie (gazon ext.) |
|  | Philippines                                                                     | Demi-finale Europe (13 - 17 juillet) Munich, Allemagne de l'Ouest (???)         |                      | 4                                              |                                                                   |                                                                   |  |  | Finale Europe (10 - 12 août) Båstad, Suède (terre battue ext.) | Finale Europe (10 - 12 août) Båstad, Suède (terre battue ext.) |  |  | Inter-zone Melbourne, Australie (gazon ext.) | Inter-zone Melbourne, Australie (gazon ext.) |
|  | Pays-Bas                                                                        | 1                                                                               |                      |                                                |                                                                   |                                                                   |  |  | Finale Europe (10 - 12 août) Båstad, Suède (terre battue ext.) | Finale Europe (10 - 12 août) Båstad, Suède (terre battue ext.) |  |  | Inter-zone Melbourne, Australie (gazon ext.) | Inter-zone Melbourne, Australie (gazon ext.) |
|  | Pays-Bas                                                                        | 1                                                                               | Suède                | 5                                              |                                                                   |                                                                   |  |  |                                                                |                                                                |  |  | Inter-zone Melbourne, Australie (gazon ext.) | Inter-zone Melbourne, Australie (gazon ext.) |
|  | Quart de finale Europe (15 - 17 juin) Cologne, Allemagne de l'Ouest (???)       |                                                                                 | Suède                | 5                                              |                                                                   |                                                                   |  |  |                                                                |                                                                |  |  | Inter-zone Melbourne, Australie (gazon ext.) | Inter-zone Melbourne, Australie (gazon ext.) |
|  |                                                                                 | Allemagne de l'Ouest                                                            | 0                    |                                                |                                                                   |                                                                   |  |  |                                                                |                                                                |  |  | Inter-zone Melbourne, Australie (gazon ext.) | Inter-zone Melbourne, Australie (gazon ext.) |
|  | Belgique                                                                        | Allemagne de l'Ouest                                                            | 0                    | 2                                              |                                                                   |                                                                   |  |  |                                                                |                                                                |  |  | Inter-zone Melbourne, Australie (gazon ext.) | Inter-zone Melbourne, Australie (gazon ext.) |
|  | Belgique                                                                        | Finale Amériques (10 - 12 août) Montréal, Canada (gazon ext.)                   |                      | 2                                              |                                                                   |                                                                   |  |  |                                                                |                                                                |  |  | Inter-zone Melbourne, Australie (gazon ext.) | Inter-zone Melbourne, Australie (gazon ext.) |
|  | Allemagne de l'Ouest                                                            | 3                                                                               |                      |                                                |                                                                   |                                                                   |  |  |                                                                |                                                                |  |  | Inter-zone Melbourne, Australie (gazon ext.) | Inter-zone Melbourne, Australie (gazon ext.) |
|  | Allemagne de l'Ouest                                                            | 3                                                                               | Allemagne de l'Ouest | 3                                              |                                                                   |                                                                   |  |  |                                                                |                                                                |  |  | Inter-zone Melbourne, Australie (gazon ext.) | Inter-zone Melbourne, Australie (gazon ext.) |
|  | Quart de finale Europe (17 - 19 juin) Milan, Italie (terre battue ext.)         |                                                                                 | Allemagne de l'Ouest | 3                                              |                                                                   |                                                                   |  |  |                                                                |                                                                |  |  | Inter-zone Melbourne, Australie (gazon ext.) | Inter-zone Melbourne, Australie (gazon ext.) |
|  |                                                                                 | Italie                                                                          | 2                    |                                                |                                                                   |                                                                   |  |  |                                                                |                                                                |  |  | Inter-zone Melbourne, Australie (gazon ext.) | Inter-zone Melbourne, Australie (gazon ext.) |
|  | Pologne                                                                         | Italie                                                                          | 2                    | 0                                              |                                                                   |                                                                   |  |  |                                                                |                                                                |  |  | Inter-zone Melbourne, Australie (gazon ext.) | Inter-zone Melbourne, Australie (gazon ext.) |
|  | Pologne                                                                         | Demi-finale Amériques (3 - 5 août) Rye, NY, États-Unis (gazon ext.)             |                      | 0                                              |                                                                   |                                                                   |  |  |                                                                |                                                                |  |  | Inter-zone Melbourne, Australie (gazon ext.) | Inter-zone Melbourne, Australie (gazon ext.) |
|  | Italie                                                                          | 5                                                                               |                      |                                                |                                                                   |                                                                   |  |  |                                                                |                                                                |  |  | Inter-zone Melbourne, Australie (gazon ext.) | Inter-zone Melbourne, Australie (gazon ext.) |
|  | Italie                                                                          | 5                                                                               | Suède                | 0                                              |                                                                   |                                                                   |  |  |                                                                |                                                                |  |  |                                              |                                              |
|  | Quart de finale Amériques (3 - 5 août) Louisville, KY, États-Unis (gazon ext.)  |                                                                                 | Suède                | 0                                              |                                                                   |                                                                   |  |  |                                                                |                                                                |  |  |                                              |                                              |
|  |                                                                                 | États-Unis                                                                      | 5                    |                                                |                                                                   |                                                                   |  |  |                                                                |                                                                |  |  |                                              |                                              |
|  | Japon                                                                           | États-Unis                                                                      | 5                    | 0                                              |                                                                   |                                                                   |  |  |                                                                |                                                                |  |  |                                              |                                              |
|  | Japon                                                                           |                                                                                 |                      | 0                                              |                                                                   |                                                                   |  |  |                                                                |                                                                |  |  |                                              |                                              |
|  | États-Unis                                                                      | 5                                                                               |                      |                                                |                                                                   |                                                                   |  |  |                                                                |                                                                |  |  |                                              |                                              |
|  | États-Unis                                                                      | 5                                                                               | États-Unis           | 5                                              |                                                                   |                                                                   |  |  |                                                                |                                                                |  |  |                                              |                                              |
|  |                                                                                 |                                                                                 | États-Unis           | 5                                              |                                                                   |                                                                   |  |  |                                                                |                                                                |  |  |                                              |                                              |
|  |                                                                                 | Mexique                                                                         | 0                    |                                                |                                                                   |                                                                   |  |  |                                                                |                                                                |  |  |                                              |                                              |
|  | Mexique                                                                         | Mexique                                                                         | 0                    |                                                |                                                                   |                                                                   |  |  |                                                                |                                                                |  |  |                                              |                                              |
|  | Demi-finale Amériques (3 - 5 août) Montréal, Canada (gazon ext.)                |                                                                                 |                      |                                                |                                                                   |                                                                   |  |  |                                                                |                                                                |  |  |                                              |                                              |
|  | Bye                                                                             |                                                                                 |                      |                                                |                                                                   |                                                                   |  |  |                                                                |                                                                |  |  |                                              |                                              |
|  | États-Unis                                                                      | 5                                                                               |                      |                                                |                                                                   |                                                                   |  |  |                                                                |                                                                |  |  |                                              |                                              |
|  | États-Unis                                                                      | 5                                                                               |                      |                                                |                                                                   |                                                                   |  |  |                                                                |                                                                |  |  |                                              |                                              |
|  |                                                                                 | Canada                                                                          | 0                    |                                                |                                                                   |                                                                   |  |  |                                                                |                                                                |  |  |                                              |                                              |
|  | Bye                                                                             | Canada                                                                          | 0                    |                                                |                                                                   |                                                                   |  |  |                                                                |                                                                |  |  |                                              |                                              |
|  |                                                                                 |                                                                                 |                      |                                                |                                                                   |                                                                   |  |  |                                                                |                                                                |  |  |                                              |                                              |
|  | Cuba                                                                            |                                                                                 |                      | Challenge round 26 - 28 décembre               | Challenge round 26 - 28 décembre                                  |                                                                   |  |  |                                                                |                                                                |  |  |                                              |                                              |
|  | Cuba                                                                            | Cuba                                                                            | 0                    | Challenge round 26 - 28 décembre               | Challenge round 26 - 28 décembre                                  |                                                                   |  |  |                                                                |                                                                |  |  |                                              |                                              |
|  |                                                                                 | Cuba                                                                            | 0                    | Challenge round Sydney, Australie (gazon ext.) |                                                                   |                                                                   |  |  |                                                                |                                                                |  |  |                                              |                                              |
|  |                                                                                 | Canada                                                                          | 5                    |                                                |                                                                   |                                                                   |  |  |                                                                |                                                                |  |  |                                              |                                              |
|  | Bye                                                                             | Canada                                                                          | 5                    |                                                | Australie                                                         | 3                                                                 |  |  |                                                                |                                                                |  |  |                                              |                                              |
|  | Bye                                                                             |                                                                                 |                      |                                                | Australie                                                         | 3                                                                 |  |  |                                                                |                                                                |  |  |                                              |                                              |
|  | Canada                                                                          |                                                                                 |                      | États-Unis                                     | 2                                                                 |                                                                   |  |  |                                                                |                                                                |  |  |                                              |                                              |
|  | Canada                                                                          |                                                                                 |                      | États-Unis                                     | 2                                                                 |                                                                   |  |  |                                                                |                                                                |  |  |                                              |                                              |

### Matchs détaillés

#### Huitièmes de finale
Les "huitièmes de finale mondiaux" correspondent aux quart de finales des zones continentales.

#### Quarts de finale
Les "quarts de finale mondiaux" correspondent aux demi-finales des zones continentales.

#### Demi-finales
Les "demi-finales mondiales" correspondent aux finales des zones continentales.

#### Finale du tout venant
| | États-Unis | 5                                | -  | 0  | Suède |   |  |
| --- | ---------- | -------------------------------- | -- | -- | ----- | - |  |
| Stade de Kooyong, Melbourne, Australie |            |                                  |    |    |       |   |  |
| du 13 au 15 décembre 1951 sur gazon (ext.) |            |                                  |    |    |       |   |  |
| \| 1 \| \| Tony Trabert \| 6 \| 6 \| 9 \| \| \| \| 1 \| \| Sven Davidson \| 3 \| 4 \| 7 \| \| \| \| 2 \| \| Ted Schroeder \| 6 \| 6 \| 6 \| \| \| \| 2 \| \| Lennart Bergelin \| 2 \| 2 \| 4 \| \| \| \| 3 \| \| Ted Schroeder - Tony Trabert \| 10 \| 6 \| 6 \| 6 \| \| \| 3 \| \| Lennart Bergelin - Sven Davidson \| 12 \| 0 \| 3 \| 2 \| \| \| \| \| \| \| \| \| \| \| \| 4 \| \| Ted Schroeder \| 6 \| 6 \| 6 \| \| \| \| 4 \| \| Sven Davidson \| 2 \| 2 \| 1 \| \| \| \| \| \| \| \| \| \| \| \| \| 5 \| \| Tony Trabert \| 6 \| 10 \| 6 \| \| \| \| 5 \| \| Lennart Bergelin \| 1 \| 8 \| 4 \| \| \| \| \| \| \| \| \| \| \| \| |            |                                  |    |    |       |   |  |
| 1 |            | Tony Trabert                     | 6  | 6  | 9     |   |  |
| 1 |            | Sven Davidson                    | 3  | 4  | 7     |   |  |
| 2 |            | Ted Schroeder                    | 6  | 6  | 6     |   |  |
| 2 |            | Lennart Bergelin                 | 2  | 2  | 4     |   |  |
| 3 |            | Ted Schroeder - Tony Trabert     | 10 | 6  | 6     | 6 |  |
| 3 |            | Lennart Bergelin - Sven Davidson | 12 | 0  | 3     | 2 |  |
| |            |                                  |    |    |       |   |  |
| 4 |            | Ted Schroeder                    | 6  | 6  | 6     |   |  |
| 4 |            | Sven Davidson                    | 2  | 2  | 1     |   |  |
| |            |                                  |    |    |       |   |  |
| 5 |            | Tony Trabert                     | 6  | 10 | 6     |   |  |
| 5 |            | Lennart Bergelin                 | 1  | 8  | 4     |   |  |
| |            |                                  |    |    |       |   |  |

#### Challenge Round
La finale de la Coupe Davis 1951 se joue entre l'Australie et les États-Unis.
| | Australie | 3                            | - | 2  | États-Unis |   |  |
| --- | --------- | ---------------------------- | - | -- | ---------- | - |  |
| White City Stadium, Sydney, Australie |           |                              |   |    |            |   |  |
| du 26 au 28 décembre 1951 sur gazon (ext.) |           |                              |   |    |            |   |  |
| \| 1 \| \| Mervyn Rose \| 3 \| 4 \| 7 \| \| \| \| 1 \| \| Vic Seixas \| 6 \| 6 \| 9 \| \| \| \| 2 \| \| Frank Sedgman \| 6 \| 6 \| 4 \| 6 \| \| \| 2 \| \| Ted Schroeder \| 4 \| 3 \| 6 \| 4 \| \| \| 3 \| \| Ken McGregor - Frank Sedgman \| 6 \| 9 \| 6 \| \| \| \| 3 \| \| Ted Schroeder - Tony Trabert \| 2 \| 7 \| 3 \| \| \| \| \| \| \| \| \| \| \| \| \| 4 \| \| Mervyn Rose \| 4 \| 11 \| 5 \| \| \| \| 4 \| \| Ted Schroeder \| 6 \| 13 \| 7 \| \| \| \| \| \| \| \| \| \| \| \| \| 5 \| \| Frank Sedgman \| 6 \| 6 \| 6 \| \| \| \| 5 \| \| Vic Seixas \| 4 \| 2 \| 2 \| \| \| \| \| \| \| \| \| \| \| \| |           |                              |   |    |            |   |  |
| 1 |           | Mervyn Rose                  | 3 | 4  | 7          |   |  |
| 1 |           | Vic Seixas                   | 6 | 6  | 9          |   |  |
| 2 |           | Frank Sedgman                | 6 | 6  | 4          | 6 |  |
| 2 |           | Ted Schroeder                | 4 | 3  | 6          | 4 |  |
| 3 |           | Ken McGregor - Frank Sedgman | 6 | 9  | 6          |   |  |
| 3 |           | Ted Schroeder - Tony Trabert | 2 | 7  | 3          |   |  |
| |           |                              |   |    |            |   |  |
| 4 |           | Mervyn Rose                  | 4 | 11 | 5          |   |  |
| 4 |           | Ted Schroeder                | 6 | 13 | 7          |   |  |
| |           |                              |   |    |            |   |  |
| 5 |           | Frank Sedgman                | 6 | 6  | 6          |   |  |
| 5 |           | Vic Seixas                   | 4 | 2  | 2          |   |  |
| |           |                              |   |    |            |   |  |